# Alfa Serpentis
Alfa Serpentis (α Serpentis, α Ser), conosciuta anche con il nome tradizionale di Unukalhai, è una stella visibile nella costellazione del Serpente. Si tratta di una gigante arancione di tipo spettrale K2IIIb, di magnitudine apparente di +2,63.

## Caratteristiche fisiche
La gigante arancione ha una massa 1,8 volte quella solare, ma con un raggio 15 volte maggiore irradia 70 volte più luce del Sole, considerando anche la luce infrarossa. Come altre stelle dello stesso tipo, giganti arancioni non troppo fredde, emette raggi-X, seppure in misura modesta
A 58 secondi d'arco dalla stella principale si trova una compagna di dodicesima magnitudine, ed un'altra stella, ancor più dedole, si trova 2,3 minuti d'arco dalla principale.